# Karakol (meteorit)
Karakol (rusky Каракол) je kamenný meteorit o hmotnosti 2,8 kg. Dopadl 9. května 1840 na území dnešní Východokazachstánské oblasti v Kazachstánu. Má kónický (homolkovitý) směrovaný tvar.